# Bismabenzen
Bismabenzen je organická sloučenina odvozená od benzenu náhradou jednoho uhlíkového atomu atomem bismutu, se vzorcem C5H5Bi.
Bismabenzen byl připraven, ale ne izolován, protože je příliš reaktivní.
V roce 1982 byly popsány nestabilní deriváty se 4alkylovými substituenty. Roku 2016 se podařilo připravit stabilní derivát, mající dvě tri(isopropyl)silylové skupiny vzájemně v poloze ortho, z aluminacyklohexadienu, chloridu bismutitého a 1,8-diazabicyklo[5.4.0]undec-7-enu (DBU).